# Aliud stans, aliud sedens

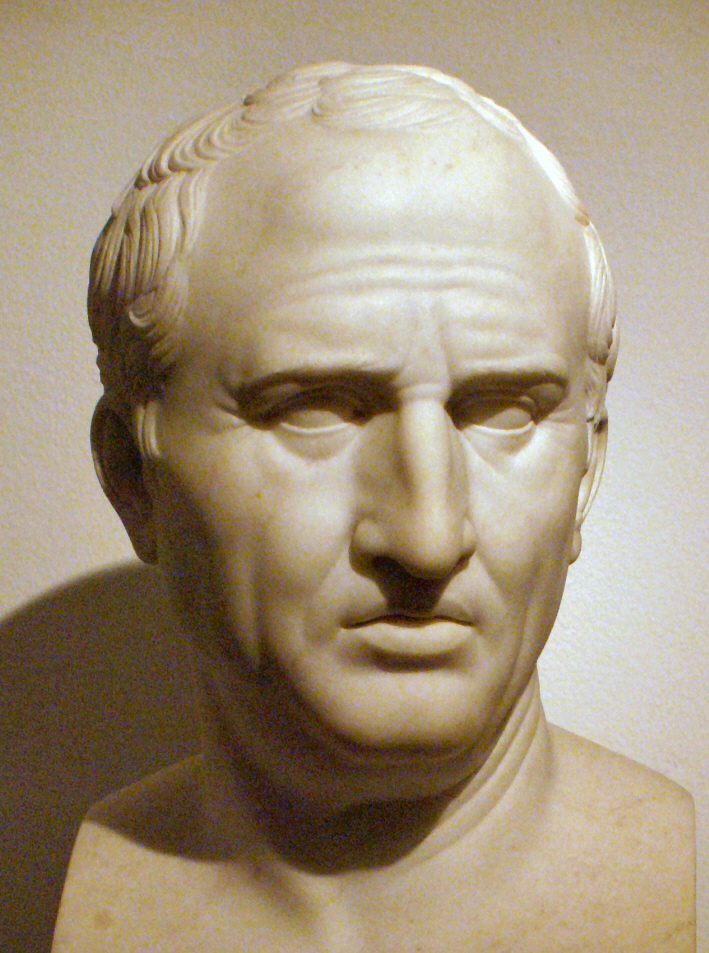
Цицерон — видатний давньоримський оратор і політик, якому адресувалася ця фраза

Aliud stans, aliud sedens —  латинський крилатий вислів. Відповідає нашим «сім п'ятниць на тижні», «тримати ніс за вітром». Дослівно перекладається як Одне [говорить] стоячи, інше — сидячи.
Фраза належить  Саллюстію («Інвектива проти  Марка Тулія Цицерона», 4, 7), характеризує мінливість переконань цього оратора і політика:

Хто тобі друг, хто ворог? Проти кого ти перш чатував, тому тепер прислужуєш. […] Кого називав тиранами, їх могутності сприяєш. […]  Стоячи висловлюєш про справи держави одну думку, сидячи — іншу

Інвектива відображала реальну політичну ситуацію 54 р. до н. е.: Цицерон, в 58 р. відправлений у вигнання за арешт і страту без суду найвизначніших прихильників змовника  Катиліни, представників знатних родин, повернувся до Риму за згодою  Цезаря і за допомогою  Помпея. Тепер він був змушений співпрацювати з ними і захищати в суді їхніх прихильників, в минулому своїх ворогів.